# Nobuhisa Yamada
Nobuhisa Yamada (山田 暢久, Yamada Nobuhisa, Fujieda, 10 september 1975) is een Japans voormalig voetballer die als verdediger speelde.
Hij is aanvoerder van het eerste team en wordt beschouwd als een succesvol aanvoerder. Hij speelde 15 wedstrijden voor de Japanse nationale ploeg en scoorde daarin 1 keer.

## Statistieken

### J.League
| seizoen     | club               | land  | competitie | wed. | goals |
| ----------- | ------------------ | ----- | ---------- | ---- | ----- |
| 1994/95     | Urawa Red Diamonds | Japan | J-League   | 15   | 1     |
| 1995/96     | Urawa Red Diamonds | Japan | J-League   | 42   | 1     |
| 1996/97     | Urawa Red Diamonds | Japan | J-League   | 30   | 3     |
| 1997/98     | Urawa Red Diamonds | Japan | J-League   | 22   | 1     |
| 1998/99     | Urawa Red Diamonds | Japan | J-League   | 34   | 0     |
| 1999/00     | Urawa Red Diamonds | Japan | J-League   | 29   | 1     |
| 2000/01     | Urawa Red Diamonds | Japan | J-League   | 39   | 2     |
| 2001/02     | Urawa Red Diamonds | Japan | J-League   | 27   | 3     |
| 2002/03     | Urawa Red Diamonds | Japan | J-League   | 28   | 1     |
| 2003/04     | Urawa Red Diamonds | Japan | J-League   | 27   | 3     |
| 2004/05     | Urawa Red Diamonds | Japan | J-League   | 27   | 2     |
| 2005/06     | Urawa Red Diamonds | Japan | J-League   | 32   | 3     |
| 2006/07     | Urawa Red Diamonds | Japan | J-League   | 32   | 6     |
| 2007/08     | Urawa Red Diamonds | Japan | J-League   | 29   | 0     |
| Bijgewerkt: | 21-10-2007         |       | Totaal     | 413  | 27    |

### Interlands
| Japans voetbalelftal | Japans voetbalelftal | Japans voetbalelftal |
| Jaar                 | Wed.                 | Dlp.                 |
| -------------------- | -------------------- | -------------------- |
| 2002                 | 1                    | 0                    |
| 2003                 | 11                   | 0                    |
| 2004                 | 3                    | 1                    |
| Totaal               | 15                   | 1                    |